# Assedio di Monopoli
L'assedio di Monopoli del marzo-maggio 1529 fu un episodio  della Guerra della Lega di Cognac.
Quest'ultimo episodio è molto importante per la riconquista di diversi porti della Puglia, che da anni erano in mano della Repubblica di Venezia e del Regno di Francia. 
L'assedio, che vede come vincitore effettivo la Repubblica di Venezia, sarà una sostanziale vittoria per l'Impero spagnolo ,che grazie alla resa finale di Venezia, si impadronirà dei maggiori centri commerciali della Puglia.
Con la riconquista di Monopoli l'Impero spagnolo si impone in Europa come maggiore potenza marittima e militare.

## Antefatti

### La situazione in Puglia

#### Imperiali
Nel dicembre 1528 Alfonso III d'Avalos, marchese di Vasto, scese in Puglia con un forte esercito per soggiogare le città ancora occupate dai francesi e dai veneziani che rappresentavano una spina nel fianco per gli imperiali in quanto li costringevano a impegnare truppe che avrebbero invece dovuto essere sfruttate per sottrargli definitivamente la Lombardia. Il 3 febbraio 1529 Alfonso d'Avalos, Ferrante Gonzaga e il conte Borrello tennero un consiglio di guerra presso Pietramontecorvino nel quale si decise verosimilmente di assediare Monopoli assecondando la volontà del marchese di Vasto, sebbene vi fossero certamente opinioni divergenti in proposito poiché tale azione era vista più come un'impresa personale di questi che non un'operazione militare a beneficio dell'Impero.

#### Veneziani
Alla fine del 1528 alla coalizione franco-veneziana rimanevano solo alcune città portuali pugliesi. La più importante era Barletta, tenuta da Renzo degli Anguillara ma vi erano anche Trani, governata da Vittore Soranzo e in cui aveva base il provveditore generale Giovanni Vitturi e Monopoli, governata da Andrea Gritti. Essendo l'entroterra in larga parte occupato dagli imperiali, i veneziani potevano inviare rifornimenti ai loro capisaldi solo attraverso l'Adriatico, dove erano pressoché incontrastati. La situazione delle città pugliesi era precaria in quanto i rifornimenti di viveri, armi e munizioni, funestati dalle frequenti tempeste invernali e dalla grave carestia dei mesi precedenti, tardavano ad arrivare o si perdevano in seguito a naufragi; inoltre i governatori erano continuamente a corto di denaro per pagare i soldati che rischiavano di ammutinarsi e disertare da un momento all'altro.
Malgrado queste difficoltà, verso la fine di dicembre le compagnie di ventura al servizio del Gritti, guidate da Orazio da Carpegna e Giulio da Montebello riuscirono prima a tendere un'imboscata alle truppe imperiali presso Fasano poi a difendere gli uomini e il carico di una galea naufragata presso Mola di Bari, riuscendo a catturare Giulio di Acquaviva e quaranta uomini che si trovavano ad appena mezzo miglio dalle mura della città. Renzo degli Anguillara catturò invece Monte Sant'Angelo, assicurandosi il controllo dei centri urbani sulla costa garganica sino a Lesina.

### Prime avvisaglie
Nella notte tra il 3 e il 4 marzo 1529 Giovanni Vitturi, trovandosi a Trani, venne avvisato da un messaggero inviato da Renzo dell'Anguillara (a sua volta informato da un prigioniero) che Alfonso d'Avalos si stava muovendo con uomini e artiglieria verso Monopoli. Il Vitturi convocò subito un consiglio di guerra insieme al condottiero Camillo Orsini e al governatore Vittore Soranzo, in seguito al quale deliberò di inviare in quella città Almorò Morosini, capitano del Golfo, sulla galeotta Marcella insieme al capitano di fanteria Felice da Perugia e ai suoi 160 uomini, al fine di rinforzarne la guarnigione in vista di un possibile assedio. Si stabilì inoltre che Giovanni Contarini, provveditore della flotta, avrebbe dovuto soccorrere al più presto la città con le sue galee, prelevando anche soldati dalla guarnigione di Trani, qualora ve ne fosse bisogno. Infine si inviarono messi per avvertire il Trevisan e il governatore Gritti della minaccia incombente. Il Vitturi, pur ritenendo Monopoli una cittadina ben fortificata, esplorò la possibilità di un attacco su Nardò o su Castro al fine di distrarre il nemico dall'eventuale assedio di Monopoli e far sollevare i salentini. Tale strada fu però abbandonata per la cronica penuria di viveri e di denaro per la paga dei soldati. Le compagnie di ventura di stanza a Barletta, non essendo pagate da giorni, si erano appena ribellate e avevano minacciato di saccheggiare la città ed erano state ammansite a fatica da Renzo dell'Anguillara. 
Il giorno successivo la galeotta Marcella, giunta al largo di Giovinazzo, fu colta nel mezzo di una tempesta e di forti venti di scirocco che la costrinsero a riparare in porto a Trani.

### Difese di Monopoli e Polignano
La sera del 9 marzo il Vitturi e il Contarini, dopo aver avuto conferme dei movimenti del nemico e aver sistemato le difese di Trani affidandole al Soranzo e dal momento che il mare era finalmente tornato tranquillo dopo giorni di tempesta, decisero di recarsi di persona a Monopoli sulla galea Bondimiera, carica di 100 fanti, artiglieria e munizioni. L'11 marzo i due arrivarono a Monopoli, avviarono alcune opere di fortificazione della cinta muraria e organizzanirono la disposizione delle truppe. Il Contarini, insieme alla compagnia di Angelo Santo Corso, avrebbe presidiato il tratto di mura attorno al torrione delle Pignate, considerato il punto più vulnerabile, gli altri 600 fanti di Orazio da Carpegna e Giulio da Montebello e i 100 cavalieri di Piero Frassina e Alvise Matafari il resto delle mura. La compagnia di Felice da Perugia fu inviata dal Trevisan alla difesa di Polignano. Lo stesso giorno si apprese da una spia che la sera del 10 marzo erano giunti a Conversano una decina di pezzi d'artiglieria precedentemente di Odet de Foix e che Alfonso d'Avalos avrebbe presto stretto d'assedio Monopoli. I veneziani deliberarono allora di inviare il Trevisan e il Morosini a Trani con la Marcella e la Bondimiera per prelevare i 300 fanti della compagnia di Ricciardo da Pitigliano, due pezzi d'artiglieria pesante e per chiedere a Renzo dell'Anguillara di approntare una forza di almeno 1 000-1 500 uomini per assaltare alle spalle l'artiglieria nemica ad assedio in corso. Le due navi ripartiranno da Trani solo nella notte tra il 16 e il 17 agosto a causa delle tempeste.

### Movimenti delle truppe imperiali
Tra la fine di febbraio e i primi giorni di marzo, i soldati della compagnia di ventura di Fabrizio Maramaldo si acquartierarono a Irsina, Grottole, Ferrandina e Craco dopo aver saccheggiato la campagna circostante. Il 5 marzo due compagnie, ciascuna di 500 soldati spagnoli, giunsero a Rutigliano e Noicattaro dove si trovavano già 400 cavalieri inviati dal conte Borrello, in parte distaccati dalla guarnigione di Andria. Il giorno stesso Alfonso d'Avalos, circondato da una scorta di 1 000 fanti e 300 cavalieri, effettuò una ricognizione delle difese di Polignano e il 7 marzo cercò di cogliere di sorpresa un contingente veneziano fuori dalle mura di Monopoli senza risultati apprezzabili. 
Il 12 marzo un informatore, tale Matteo de la Calvara, avvertì i veneziani dei movimenti che il Maramaldo aveva effettuato nei giorni precedenti in Lucania e che le truppe imperiali si stavano ora raggruppando tra Rutigliano e Noicattaro ed erano composte da circa 2 500 spagnoli e 3 000 italiani. Il marchese di Vasto era invece appena arrivato a Conversano riunendosi con l'artiglieria e un migliaio di guastatori, che aveva inviato nelle campagne circostante per far provvista di viveri e di teli e lenzuola per realizzare tende e padiglioni in vista dell'assedio. Le continue rapine non fecero altro che aumentare l'avversione di molti pugliesi verso gli spagnoli. Riferì inoltre che i soldati nemici minacciarono di fare a pezzi il marchese se questi non gli avesse subito pagato sei mesi di arretrati più un aumento, poiché tale azione militare non era approvata da Napoli e doveva considerarsi come sua impresa personale. Alla fine si giunse a un accordo con il quale agli spagnoli sarebbe stata concessa la metà degli arretrati e nulla agli italiani. Inevitabilmente i dissidi tra le due nazionalità si aggravarono ancora di più ed ebbero un ruolo nel fallimento dell'assedio. 
Il giorno stesso Scipione della Somma, governatore di Bari, giunse a Conversano e si offrì di catturare Polignano, facendosi personalmente carico delle spese. I soldati spagnoli tuttavia si rifiutarono di sottostare ai suoi ordini per una questione di orgoglio, così fu costretto ad andarsene lasciando sul posto un centinaio di guastatori.

## L'assedio

### Alfonso d'Avalos pone l'assedio
Il 15 marzo il Vitturi inviò nelle campagne attorno a Monopoli 400 uomini al comando di Giulio da Montebello per procurarsi legname per realizzare fascine in vista dell'assedio. Sulla strada del ritorno i veneziani furono intercettati e caricati dalla cavalleria imperiale e da due compagnie di fanteria spagnola ma riuscirono a difendersi valorosamente e a rientrare in città con poche perdite. Il nemico tuttavia non si ritirò dal campo e nel corso della serata altre compagnie si aggiunsero a quelle presenti. Verso mezzanotte tutto l'esercito del marchese di Vasto si era ormai accampato a circa due miglia a sud delle mura della città. Monopoli si mise in allarme e il Vitturi inviò subito messi al Trevisan per avvertirlo di prelevare un'altra compagnia oltre a una maggiore quantità di artiglieria e polvere da sparo dal momento che gli assedianti erano circa il triplo degli assediati. 
Il 16 marzo il marchese di Vasto ordinò ai guastatori di avviare lo scavo delle trincee e durante la notte si recò personalmente sotto il torrione di San Rocco per valutarne le difese. Il 17 marzo i veneziani appresero da un cavalleggero francese che Alfonso d'Avalos si era impuntato su Monopoli poiché gli era stata promessa come feudo in caso di conquista. Riferiva inoltre che la casa di un certo Camillo Dentice, che aveva contatti con il marchese di Vasto, presentava nei sotterranei un complesso di grotte e cunicoli che si collegavano al fossato e avrebbero permesso agli spagnoli di sbucare all'improvviso e catturare la città. Vitturi fece arrestare il Dentice e sigillare quei passaggi.
Nella notte tra il 17 e il 18 marzo le trincee arrivarono a cento passi dalle mura con l'intenzione di minarle, qui però il lavoro dei guastatori subì rallentamenti, da una parte perché incontrarono un terreno roccioso che rendeva difficoltoso lo scavo e che si allagava non appena si cercava di andare in profondità, dall'altro perché essendo ormai a tiro potevano essere bersagliati dall'artiglieria e dalle frecce veneziane. Verso le nove della mattina successiva giunsero in porto tre galee (Bondimiera, Mosta e Marcella) condotte dal Trevisan e da Camillo Orsini con a bordo la compagnia di Ricciardo da Pitigliano e i rifornimenti promessi; le tre imbarcazioni avevano incontrato una violenta tempesta al largo di Bari ed evitato a malapena il naufragio. Dopo l'ora di pranzo fu riunito di nuovo il consiglio di guerra (composto ora da Vitturi, Gritti, Trevisan, Contarini e Orsini). L'Orsini annunciò l'intenzione di Renzo dell'Anguillara di supportarli inviando la fanteria ad assaltare l'artiglieria nemica al momento dovuto. Nella tarda notte il Contarini fu inviato a Barletta insieme a Sebastiano Salamone con quattro galee e la Marcella per coordinarsi con lui; vi tornò la sera del 19 con rinforzi pari a circa 500 fanti portando il totale delle forze in città a circa 1 300 fanti stipendiati, esclusi i cittadini monopolitani. A Monopoli tornò di nuovo a scarseggiare il denaro per pagare i soldati e si iniziarono a temere disordini, tenuti a freno dall'abilità del Gritti e del Morosini.

### Le artiglierie aprono il fuoco
Nella notte del 19 marzo le truppe imperiali approntarono due bastioni a punta, uno davanti al torrione delle Pignate e l'altro presso quello di Santo Stefano, dietro i quali piantarono l'artiglieria. I cannoni iniziarono a battere la zona del porto tirando un totale di circa 25 colpi ciascuno che causarono danni lievi alle mura. I veneziani risposero al fuoco con due falconetti che invece inflissero gravi perdite al nemico inoltre fortificarono i tratti di mura bersaglio dei cannoni nemici, aiutati dai monopolitani, 800 dei quali avevano preso le armi. La notte successiva gli imperiali irrobustirono i bastioni e i ripari a protezione dell'artiglieria e dei guastatori e iniziarono a battere le torri su cui erano posizionati i falconetti per neutralizzarli. Nondimeno i veneziani riuscirono a mettere fuori uso due cannoni. Alfonso d'Avalos fu costretto a richiedere a Scipione da Somma altri due cannoni ed altrettanti mortai. Il marchese di Vasto aveva fin qui sottovalutato le difese di Monopoli, in parte perché male informato da spie e disertori, i quali gli avevano riferito che le fortificazioni della città erano deboli, in parte perché faceva affidamento sui suoi contatti che gli avrebbero permesso di catturarla con un colpo di mano, facendogli perdere solo una manciata di giorni.
Il 22 marzo le trincee raggiunsero le mura e i cannoni cominciarono a bersagliare le navi che cercavano di entrare o uscire dal porto, in modo da interrompere i rifornimenti via mare alla città, che già scarseggiavano. Il Contarini, dopo aver scaricato viveri e munizioni dalle galee, uscì al largo con la Mosta e la Salomona per evitare che fossero distrutte. Per ovviare al problema dei rifornimenti si iniziò a fare la spola tra la città e le navi al largo per mezzo di piccole barche. Il Contarini fu poi inviato a Trani con la Salamona e la Mosta per rifornirsi di munizioni e caricare altri 300 fanti da Barletta.
Tra il 22 e il 23 marzo l'artiglieria imperiale riuscì ad abbattere sia la torre che il campanello dove si trovavano i due falconetti, senza però danneggiarli. Nella notte successiva si scoperchiò la torre realizzando una terrazza e si riposizionarono i due pezzi d'artiglieria leggera. Il giorno successivo giunse in porto la Bondimiera, proveniente da Valona, da cui furono scaricate due colubrine e i veneziani furono informati da un disertore guascone che il marchese di Vasto aveva intenzione di realizzare una batteria di cannoni per poi tentare un assalto.

### Prima sortita
Alle tre di notte del 25 marzo gli imperiali iniziarono a tirare con i mortai sulle mura della città causando danni modesti mentre l'artiglieria veneziana risultava poco attiva per la scarsità di munizioni. Nel frattempo gli assediati scoprirono che nella casa di Marco Antonio Palmier, addossata alle mura, si trovava una falsa porta da cui intendevano penetrare i nemici. Il Vitturi lo fece arrestare e lo inviò a Venezia insieme ad altra gente sospetta per tradimento. Verso le ventuno si convocò un consiglio di guerra per decidere il da farsi, dal momento che i guastatori, avendo raggiunto le mura, si apprestavano verosimilmente a minarle. Si deliberò di costruire un ponte nel fossato con il favore delle tenebre e di farlo presidiare da 50-60 uomini coperti dall'artiglieria. In tarda nottata, i veneziani entrarono nelle trincee nemiche prendendo alla sprovvista guastatori e soldati spagnoli e facendone strage anche con l'ausilio dei "fuochi artificiati". L'accampamento imperiale si sollevò e accorse verso le mura per massacrare i fuoriusciti ma questi fecero in tempo a mettersi al sicuro al prezzo di pochi feriti. La sortita costò agli imperiali la perdita di almeno 500 uomini tra morti e feriti e sollevò il morale degli assediati. Nei giorni successivi proseguirono le sortite al fine di tenere impegnati gli assedianti, sebbene meno efficaci della prima.
Nella notte tra il 26 e il 27 marzo gli imperiali si dedicarono alla realizzazione della batteria di cannoni che venne posizionata davanti al torrione di San Rocco. I veneziani cercarono di disturbarne le operazioni tirando l'artiglieria in modo da ritardarne l'approntamento il più possibile. Vitturi inviò un messaggero a Zara per chiedere al provveditore Pesaro di fornirgli quante più munizioni e polvere da sparo possibile dal momento che Monopoli ne era ormai a corto e senza di esse non avrebbe potuto resistere a lungo.

### Il naufragio della Mosta e della Pisana e la situazione a fine marzo
Il 27 marzo la Pisana sbarcò 130 fanti ma due ore dopo la Mosta naufragò incagliandosi contro le rocce presso Porta Nuova. Il disastro costò la vita a 30-40 uomini della compagnia di Giovanni Calabrese e determinò la perdita totale del carico che includeva denaro per la paga dei soldati e 50 barili di polvere e palle di cannone. Vitturi cercò di rimediare inviando il Morosini a Cattaro e a Ragusa per recuperare polvere e munizioni, nel frattempo ordinò di tirare solo a bersaglio sicuro malgrado le rimostranze dell'Orsini. L'assenza di denaro per pagare i soldati non fece che peggiorare la situazione, sebbene le proteste, sino a quel momento, fossero limitate agli uomini inviati da Renzo dell'Anguillara e a parte dei monopolitani. Tra il 27 e il 30 marzo gli imperiali allargarono le trincee e rinforzarono la batteria di cannoni pressoché incontrastati e il Morosini non riuscì a salpare alla volta di Cattaro a causa delle condizioni del mare. 
Il Vitturi allora ebbe l'intuizione di far leva sul basso morale dei nemici ed aumentare i dissidi tra italiani e spagnoli. Fece annunciare un bando preceduto da squilli di tromba in cui, a nome del re di Francia, invitava i soldati italiani a passare dalla parte dei veneziani promettendo che sarebbero stati pagati e trattati bene.
Nella notte tra il 31 marzo e il 1 aprile giunsero a Trani tre galee, una guidata dal Contarini con 80 uomini, una da Giovanni Corrado Orsini con 100 uomini e una da Giacomo da Mosto con altri 100 uomini. La mattina del giorno successivo si scatenò una tempesta tale da spezzare le gomene e far imbarcar talmente tanta acqua ad una galea da farla affondare con la perdita di alcuni uomini ma il salvataggio di gran parte del carico; altre due galee andarono alla deriva e non riuscirono a tornare in porto. Al 2 aprile quindi restarono a Monopoli solo la Pisana e la Marcella (dal momento che la Bondimiera versava in cattive condizioni e sarebbe stata riparabile solo con grandi spese) e il Vitturi pregò il provveditore Pesaro di fornirgli 2-3 galee. Non ebbe maggior fortuna il Morosini che al 6 aprile non era ancora riuscito a trovare munizioni a sufficienza a Ragusa. Nel frattempo Alfonso d'Avalos, dopo aver perso circa 1 500 uomini tra morti e feriti e 3 cannoni dall'inizio dell'assedio, decise di arretrare l'accampamento di un miglio, portandosi quindi a circa tre miglia dalle mura.
Alla fine del mese, Monopoli era così difesa: Camillo Orsini con i suoi stipendiati, Orazio da Carpegna con 250 fanti, Giulio da Montebello con 250 fanti, Ricciardo da Pitigliano con 270 fanti, Angelo Santo Corso con 80 fanti, Giulio da Macerata con 120 fanti, Raffaele da Ravenna con 110 fanti, Paolo Antonio Ferrarese con 140 fanti, Cherubino da Spoleto con 110 fanti, Giovanni Calabrese con 130 fanti (90-100 dopo il naufragio della Mosta), Augusto con 130 fanti e circa 800 monopolitani per un totale di circa 2 350 uomini. A questi si aggiungeva il piccolo contingente di cavalleria costituito da Piero Frassina con 70 cavalieri e da Alvise Mattafari con 40 cavalieri per un totale di 110 uomini. L'artiglieria era composta da almeno due colubrine e due falconetti, infine la città poteva disporre di 4-5 galee e una galeotta.

### Guerra di trincea
Il 2 aprile il Vitturi e l'Orsini fecero realizzare tre false porte, diversi controfossi e una trincea parallela al fossato in modo da intercettare eventuali cunicoli nemici minati ed accogliere le macerie causate dal bombardamento nemico; si distinse ancora una volta Orazio da Carpegna che riuscì a sottrarre fascine agli spagnoli incontrando scarsa resistenza. In quello stesso giorno gli imperiali riuscirono ad intercettare e catturare con due navi provenienti da Mola una marciliana che stava entrando a Monopoli, oltre a un brigantino e tre barche uscite per caricare fascine; il 6 aprile la batteria verso San Rocco riuscì ad affondare un brigantino veneziano. Nella notte tra il 2 e il 3 aprile crollò un tratto di cinque passi di mura presso il torrione delle Pignate a causa delle cavità naturali sottostanti e del peso aggiuntivo determinato dai ripari; la breccia fu sistemata con grande rapidità dai difensori. Nel campo nemico gli italiani, rimasti senza paga da molti giorni e a cui veniva impedito di lavorare nelle trincee per paura che disertassero, iniziarono a passare dalla parte dei veneziani a piccoli gruppi; per sicurezza il Vitturi li inviò a Barletta.
Il 6 aprile una delle trincee nemiche raggiunse il torrione di San Rocco senza che i veneziani riuscissero a contrastare efficacemente i guastatori a causa della penuria di munizioni. Il Vitturi si scontrò con l'Orsini che voleva effettuare una sortita con 300-400 uomini al fine di evitare che gli imperiali riuscissero ad aprire una breccia in quel tratto di mura; alla fine furono inviati trecento guastatori che aumentarono la profondità del fossato sino a raggiungere il livello del mare, minacciando di allagarlo qualora i nemici avessero cercato di riempirlo con fascine e detriti per livellarlo con il terreno soprastante.
Il 10 aprile si era ormai molto ridotto il numero di guastatori attivi nelle trincee dal momento che da una parte gli imperiali non si fidavano degli italiani, dall'altra le sortite e l'artiglieria veneziana avevano fatto strage di guastatori spagnoli per cui si aveva difficoltà a reclutarne di nuovi.

### Seconda sortita
Il 18 aprile il Vitturi chiese al provveditore Pesaro di passare da Barletta per caricare le sue galee con i 1 500 uomini messi a disposizione a Renzo dell'Anguillara. Quest'ultimo, per far sollevare l'assedio di Monopoli, reputava si dovessero attaccare Molfetta e Giovinazzo. Il Vitturi però gli chiese di farli sbarcare a Monopoli perché riteneva prioritario sconfiggere gli assedianti così da infliggere un colpo mortale nel morale del nemico, già compromesso da oltre un mese di assedio. Attaccare le due cittadine avrebbe inoltre comportato un consumo di viveri, munizioni, polvere e denaro che non ci si sarebbe potuti permettere.
Il 2 maggio, dopo un consiglio di guerra, si deliberò di far assaltare le trincee dalla parte del torrione delle Pignate da Paolo Antonio da Ferrara, il migliore dei capitani di bentura di Barletta, insieme ad altri 30 uomini, quelle davanti alla Porta Vecchia da Angelo Santo Corso insieme a 120 fanti; affinché si potessero distinguere gli alleati dai nemici fu ordinato di apporre una fascia bianca sopra le armi. I nemici opposero una strenua resistenza presso Porta Vecchia poiché lì vi era una delle batterie.
Dopo qualche giorno vi fu una nuova sortita di 100 fanti armati dalla parte delle mura chiamata delle Pignate: un incendio divorò gli appostamenti nemici e fu vanificato il lavoro di un mese.
Dal 3 al 9 maggio, secondo alcuni testimoni oculari, Alfonso d'Avalos non uscì dal suo padiglione, scoraggiato dall'andamento dell'assedio. Spie riferirono ai veneziani che il marchese si era abboccato con Filiberto di Chalons il quale, benché alquanto infastidito per un assedio durato molto più del previsto, gli aveva ordinato di proseguirlo in quanto cedere avrebbe significato far esplodere rivolte in tutta la Puglia e sarebbe stato disonorevole. 
Il 9 maggio gli imperiali furono rinforzati da sette compagnie del Maramaldo per un totale di circa 500 uomini e da altre tre spagnole ma l'Avalos non aveva denaro per pagarle e pensava di sfruttarle per coprire la ritirata.

### Conclusione
Gli imperiali, il 28 maggio 1529, visti inutili i propri sforzi, scoraggiati dalla defezione di molti degli italiani e delle truppe di Maramaldo (che a corto di viveri e mal pagate nel frattempo si erano date al saccheggio del territorio), abbandonarono il terreno e si trasferirono a Conversano e di là infine a Napoli.

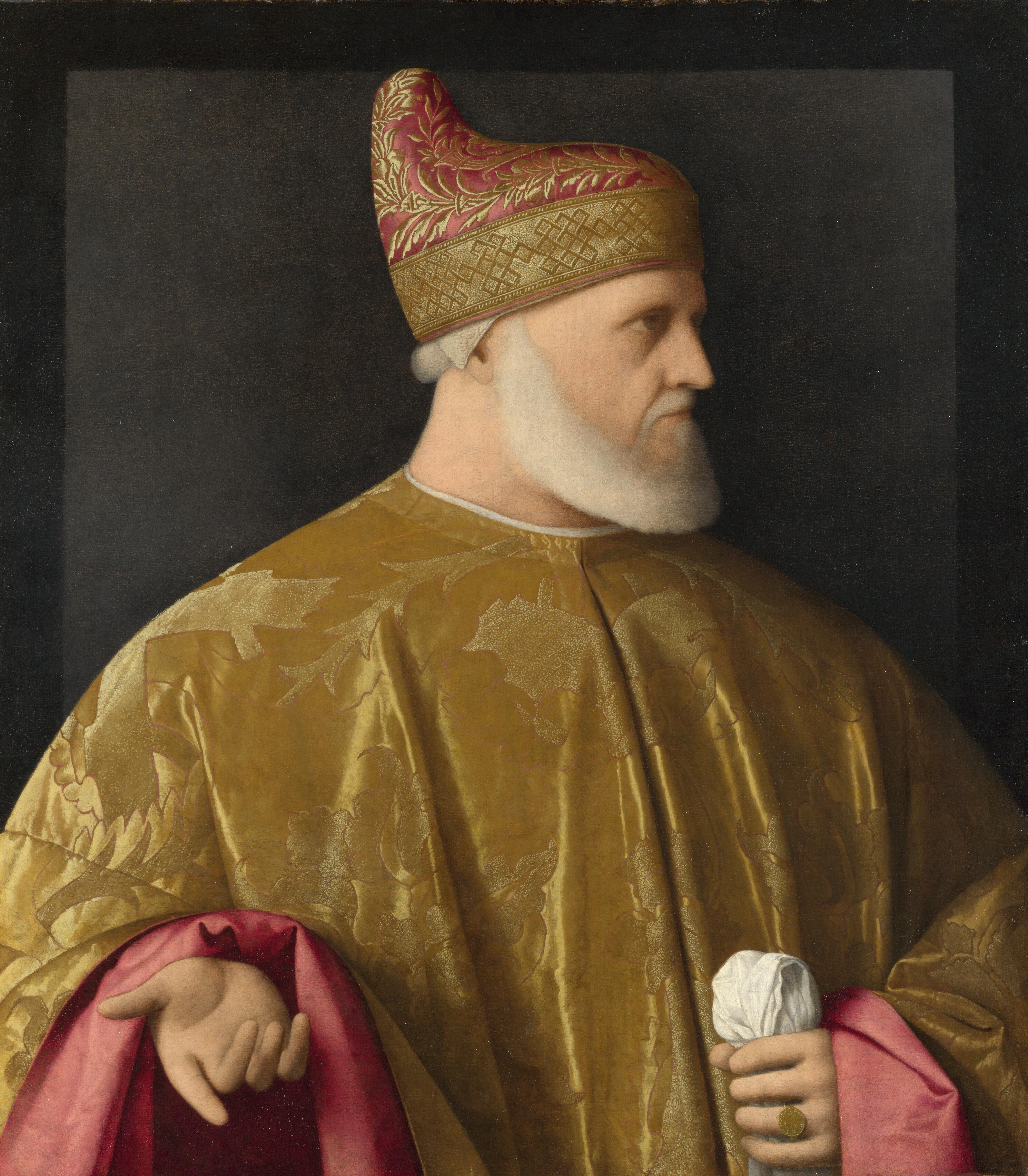
Ritratto del doge Andrea Gritti

Il Guicciardini, nel descrivere questi avvenimenti e le grandi difficoltà incontrate dagli Imperiali al primo assalto, tra l'altro aggiunge:
(Historia d'Italia, Libro XIX)
Con il cessare del pericolo, sorsero disordini in città determinati dalla mancanza di rifornimenti e dal cronico ritardo delle paghe. Furono saccheggiati due magazzini; l'Orsini fece subito impiccare due uomini rei del fatto e prese la decisione di rinviare a Barletta gli scontenti.

## Conseguenze
Nel novembre del 1529 Venezia firmò la pace con Carlo V, consegnando all'Imperatore le città di Monopoli, Barletta e Trani. Nel 1530 Monopoli viene ceduta da Venezia a Carlo V: nella città entrarono così gli imperiali spagnoli e tra essi Diego Borrassa o Borrassà, nobile di Valencia, cui viene affidato il comando della piazza monopolitana.